# Зеніт (станція метро)
59°58′20″ пн. ш. 30°12′42″ сх. д. / 59.97222° пн. ш. 30.21167° сх. д.
«Зеніт» (рос. Зенит) — станція Невсько-Василеострівної лінії Петербурзького метрополітену.
Розташована на західному березі Хрестовського острова, поруч з футбольним стадіоном. Станція стала першою станцією метро в Петербурзі, яка розташовується безпосередньо на березі Невської губи.

## Історія
26 травня 2018 року станція була відкрита разом зі станцією метро «Бігова» як продовження Невсько-Василеострівної лінії. «Зеніт» став другою в Петербурзі станцією, яка обладнана траволаторами, але на відміну від станції метро «Спортивна», обладнання тут застосовано вітчизняне, сконструйоване і виготовлене петербурзькими метробудівників.
14 серпня 2020 року станція отримала свою поточну назву на підставі рекомендаційного рішення топонімічної комісії Санкт-Петербурга, яке було винесено 10 липня 2020 років через кілька днів після завоювання місцевим футбольним клубом «Зеніт» титулу чемпіона Росії в рік 95-річчя клубу.

## Проблеми пасажиропотоку
Станція «Зеніт» є важливою частиною інфраструктури, необхідної для проведення матчів Чемпіонату світу з футболу 2018 року в Санкт-Петербурзі, її пропускна спроможність складе 30-35 тисяч пасажирів на годину, проте на вимогу транспортної поліції під час матчів її закриватимуть на вхід. Житлових кварталів навколо станції немає.

## Конструкція
Колонна трипрогінна мілкого закладення (глибина закладення — 23 м), типу горизонтальний ліфт з двома береговими платформами.

## Колійний розвиток
Станція без колійного розвитку.

## Особливості
«Зеніт» — перша станція Петербурзького метрополітену, яка побудована на штучно створеному продовженні берега Фінської затоки.
Будмайданчик станції було піднята до проектної позначки +3,2 м вище рівня Невської губи, укладено 1200 аеродромних плит на площі 14400 м². Щоб забезпечити гідроізоляцію майбутньої станції, по периметру виконана стіна у ґрунті глибиною 32 м і шириною 1 м. Контур станції складає 174 м завдовжки та 37 м завширшки. Підмурівок станції виконано методом струменевої цементації. Таким чином, бетонна завіса з усіх боків утримує надходження ґрунтових вод.
Станція побудована за технологією «top-down» («зверху-вниз»). Спочатку було виконано пристрій верхньої плити, яка згодом стане дахом вестибюля станції. Глибина станції складе 21 метр, і метробудівники поступово опускаються до цієї позначки. Для спуску в вестибюль з двох боків станції використані траволатори.

## Вихід до міста
- На Північну і Південну дороги.
- До стадіону на Хрестовському острові.

## Оздоблення
Архітектурне оздоблення станційного комплексу має сполучення з сучасними високотехнологічними об'єктами навколишньої забудови, включаючи в першу чергу стадіон на Хрестовському острові і естакаду високошвидкісної магістралі. Район Новохрестовського намиву передбачає розміщення сучасної забудови по аналогії з намивними територіями «Морський фасад» на Василівському острові і комплексом «Лахта-центр» в Приморському районі. Розкриття цієї теми передбачено за рахунок застосування сучасних форм і матеріалів. Освітлення станції вирішено за допомогою точкових вбудованих в стелю світильників, які спрямовані вниз на платформи.
З урахуванням ландшафту і панорамних видів Хрестовського острова проектом передбачено застосування на покрівлях павільйонів озеленення. На парапетах світлових ліхтарів також застосовано контурне озеленення.
Декор станції включає в себе облицювання стін і круглих колон панелями з металокераміки і нержавіючої сталі.
Фризові ділянки стін станції є композицією з прямокутних металокерамічних касет, які можуть служити основою для організації фотовиставок та експозицій інших творів сучасного мистецтва, що виконуються за погодженням з експлуатуючими організаціями.
Підшивна стеля станції виконана з алюмінієвих і сталевих панелей білого і сріблястого кольору типу Hunter Doulas. Балки над касовими залами вестибюлів оздоблені із застосуванням матеріалів з дзеркальними поверхнями.
Підлога станції виконана з полірованого граніту сірих і коричневих кольорів. Шуцлінія виконана з полірованого граніту світло-сірого кольору. По краях платформи відповідно до технічних вимог метрополітену для забезпечення орієнтації людей з вадами зору пасажирів передбачена смуга з бучардированого граніту.
Біля ескалаторів на кожній платформі розташовані лави для пасажирів, оформлені у вигляді просторових композицій — «трибун», виконаних з металоконструкцій з периметральною огорожею 1,2 м. На кожній платформі організовані по дві групи «трибун» площею по 23 м². Декоративні просторові композиції розташовані перед ескалаторами, є головними художніми акцентами інтер'єру станції, при їх оформленні використані контрастні кольори і декоративне підсвічування, що акцентує їх в просторі. Також в даних зонах можуть розташовуватися тематичні інсталяції, присвячені заходам, проведеним на стадіоні Санкт-Петербург.

## Галерея

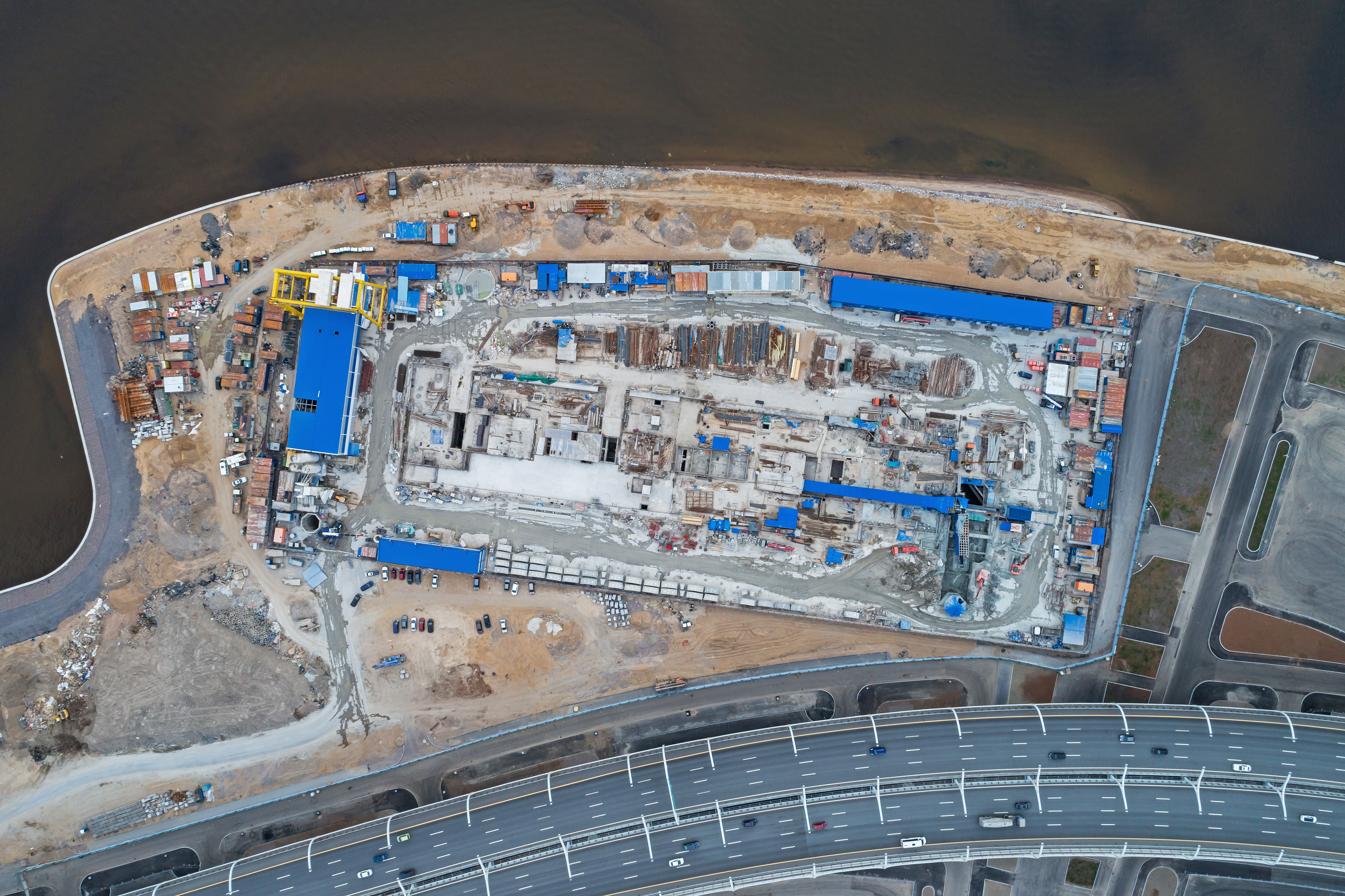
Будівництво станції (червень 2017 року)
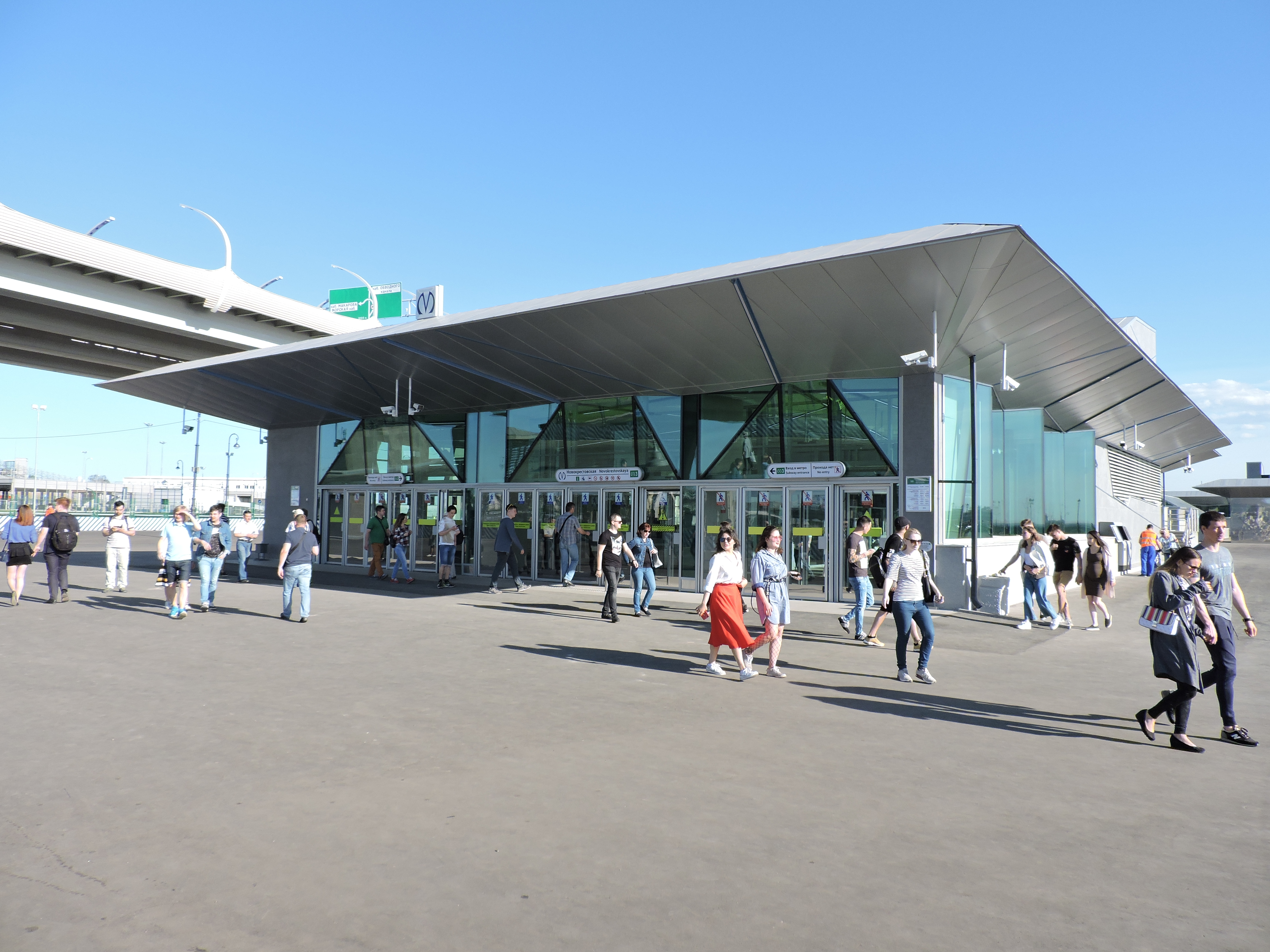
Північний вестибюль